# ナジュド

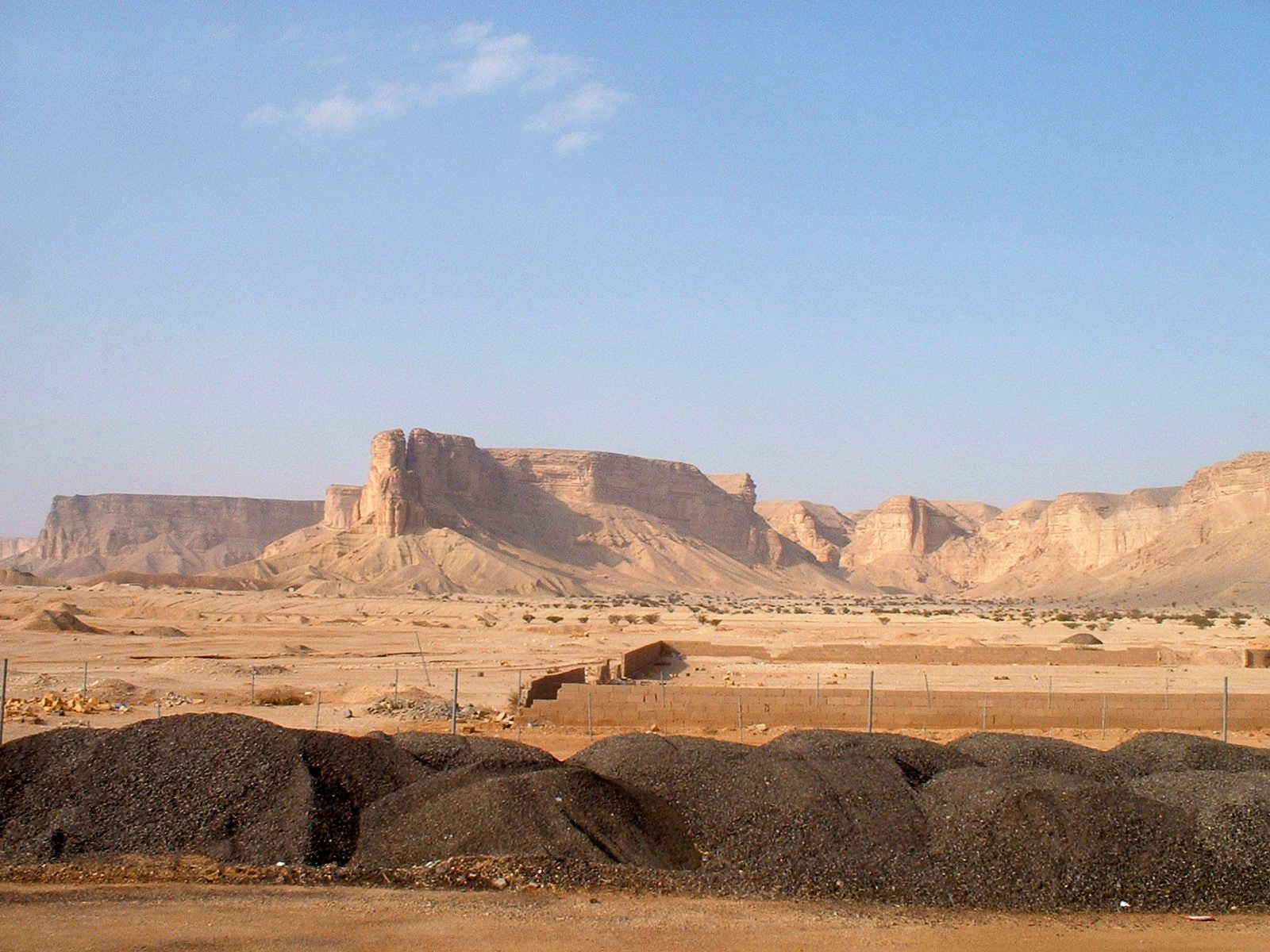
リヤドの南西にあるトゥワイクの絶壁

ナジュド（ナジド、ネジュド、Najd、Nejd; アラビア語: نجد, ラテン文字転写: Naǧd; 「高原」）は、アラビア半島の中央部にある高原地帯で、サウジアラビア王国の首都リヤドの所在地でもある。

## 地理
ナジュドは半島西部を貫くヒジャーズ山脈・アスィール山脈の東麓に始まり、標高762mから1,525mまでの岩の多い高原からなっており、西から東へなだらかに下降している。多くのワジ（涸れ川）が東のペルシャ湾や南のルブアルハリ砂漠に向かって流れ、その地下水脈はオアシスの元となっている。東部はワジ沿いやナジュドの心臓部ともいえるオアシス地帯ジャバル・トゥワイク（Jabal Tuwayq）などに、オアシスの町が多くあることが特徴的である。しかしこの地域の気候は乾燥し、旱魃が絶えないなど環境が非常に厳しく、農業の規模は極めて小さい。ナジュドはオアシス地帯以外全体的に人口希薄であるが、遊牧民のベドウィンが放牧を各地で行っている。

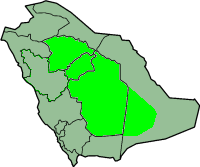
サウジアラビア内のナジュドの位置、現在はいくつかの州に分割されている

## 歴史
この地域は古くから遊牧やオアシスを結ぶキャラバン交易により成り立ってきた。632年、マッカからアラビア半島征服を開始した初代正統カリフのアブー・バクルによる戦争で、ナジュドは名将ハーリド・イブン・アル＝ワリードの遠征を受けて屈服した。
18世紀にはこの地に生まれたムハンマド・イブン・アブドゥルワッハーブによってイスラム教の厳格化を求める改革運動が起こり、リヤドの豪族サウード家の保護を受け、ワッハーブ派となって広がっていった。ワッハーブ派とともに勢力を拡大したサウード家の国家はワッハーブ王国（第一次サウード王国）と呼ばれ、オスマン帝国も手が付けられないほどとなったが、オスマン帝国の要請を受けたエジプト属州の支配者ムハンマド・アリーに滅ぼされた。
サウード家は別の豪族・ラシード家にリヤドを追われたが、アブドゥルアズィーズ・イブン・サウードが家を再興し、1899年から1912年にかけてナジュドを支配（ナジュド及びハッサ王国）、1901年にリヤドも奪還している。イブン＝サウードは第一次世界大戦ではイギリスに協力してオスマン帝国と戦い（ナジュド・スルタン国）、さらに1925年にはアラビア半島西部のヒジャーズ王国も滅ぼしてナジュド及びヒジャーズ王国とし、1932年にリヤドを首都にサウード家支配によるサウジアラビア王国を樹立した。

## ハディース
ムハンマドの言行録、ハディースにはナジュド人をネガティブに語ったと見られる『ナジュドのハディース』（Hadith of Najd）がある。